# XL Bermuda Open 2001
L'XL Bermuda Open 2001 è stato un torneo di tennis facente parte della categoria ATP Challenger Series nell'ambito dell'ATP Challenger Series 2001. Il torneo si è giocato a Paget in Bermuda dal 16 al 22 aprile 2001 su campi in terra verde.

## Vincitori

### Singolare
José Acasuso ha battuto in finale  David Sánchez con il punteggio di 7–6(4), 6–1

### Doppio
Paul Goldstein /  Andy Roddick hanno battuto in finale  Thomas Shimada /  Grant Stafford con il punteggio di 4–6, 6–3, 6–4